# Pete Trewavas
Pour les articles homonymes, voir Trewavas.
Pete Trewavas, est un bassiste anglais né le 15 janvier 1959 à Middlesbrough, Angleterre, musicien dans le groupe Marillion, au sein duquel, outre son rôle de bassiste, il joue occasionnellement de la guitare, du piano ou s'occupe des chœurs.

## Biographie
Bien que né à Middlesbrough, le jeune Peter Trewavas grandit à Aylesbury, dans le comté du Buckinghamshire. C'est dans la région qu'il va alors, dès l'adolescence, jouer dans de multiples groupes, dont The Metros, avec qui il rencontrera un certain succès localement.
En 1982, il remplace le bassiste Diz Minnit, au sein de la jeune formation anglaise Marillion. Il participera à tous les albums du groupe, et sera, en 1987, le seul membre du groupe à ne pas se fâcher avec le chanteur, Fish, en désaccord avec le reste du groupe.
Plus récemment, il a joué, en parallèle de Marillion, dans le supergroupe de rock progressif Transatlantic. Il a également fondé son propre groupe, Kino, en compagnie de John Mitchell (Arena),  John Beck (It Bites) et Chris Maitland (ex-Porcupine Tree). Enfin, il a participé au Prog-Aid, projet caritatif destiné à amasser des fonds pour les victimes du tsunami en Asie du Sud en 2004, et fait une apparition sur l'album The Difference Machine du groupe anglais Big Big Train.

## Style
À l'instar des autres bassistes de rock progressif, Pete Trewavas compose des lignes très élaborées, ne se cantonnant pas à un rôle rythmique et participant activement aux mélodies des chansons. Il est souvent comparé à Chris Squire, bassiste de Yes. Actuellement, Pete Trewavas joue principalement sur une basse Cort GB4 Custom.

## Discographie

### Marillion
Voir Discographie de Marillion

### Transatlantic
Voir Discographie de Transatlantic

### Iris
- Crossing The Desert (1996)

### Prog-Aid
- Prog-Aid (2004)

### Kino
- Picture (2005)
- Cutting Room Floor (2005)

### Big Big Train's
- The Difference Machine (2007)